# سلمان واكسمان
سلمان أبراهام واكسمان (بالإنجليزية: Selman Abraham Waksman)‏ ـ (22 يوليو 1888 ـ 16 أغسطس 1973)، عالم كيمياء حيوية وأحياء دقيقة أمريكي، حصل منفرداً على جائزة نوبل في الطب لعام 1952. هاجر مع أسرته إلى أمريكا عام 1910. وحصل معهم على الجنسية الأمريكية عام 1916. تناولت أبحاثه المضادات الحيوية (Antibiotics). حيث تمكّن من عزل مادة مضادة للبكتيريا أقوى من " البنسلين " تعرف ب (Actinomycine) ولكنها شديدة السمّية،. له عدة مؤلفات " الإنزيمات : خواصها، وطرق تحضيرها واستخدامها " سنة 1926 و" حياتي مع الميكروبات (نيويورك - 1954).

## روابط خارجية
- سلمان واكسمان على موقع الموسوعة البريطانية (الإنجليزية)
- سلمان واكسمان على موقع مونزينجر (الألمانية)
- سلمان واكسمان على موقع إن إن دي بي (الإنجليزية)